# Wyspy Cooka na igrzyskach Wspólnoty Narodów
Wyspy Cooka wystartowały po raz pierwszy na igrzyskach Wspólnoty Narodów w 1974 roku na igrzyskach w Christchurch i od tamtej pory reprezentacja wystartowała na wszystkich igrzyskach, oprócz zawodów w 1982 roku. Żaden z reprezentantów kraju nie zdobył medalu.

## Klasyfikacja medalowa
| Igrzyska          | Złoto | Srebro | Brąz | Razem |
| ----------------- | ----- | ------ | ---- | ----- |
| 1974 Christchurch | 0     | 0      | 0    | 0     |
| 1978 Edmonton     | 0     | 0      | 0    | 0     |
| 1986 Edynburg     | 0     | 0      | 0    | 0     |
| 1990 Auckland     | 0     | 0      | 0    | 0     |
| 1994 Victoria     | 0     | 0      | 0    | 0     |
| 1998 Kuala Lumpur | 0     | 0      | 0    | 0     |
| 2002 Manchester   | 0     | 0      | 0    | 0     |
| 2006 Melbourne    | 0     | 0      | 0    | 0     |
| 2010 Nowe Delhi   | 0     | 0      | 0    | 0     |
| Razem             | 0     | 0      | 0    | 0     |